# Danh sách quốc gia châu Âu theo GDP danh nghĩa 2012

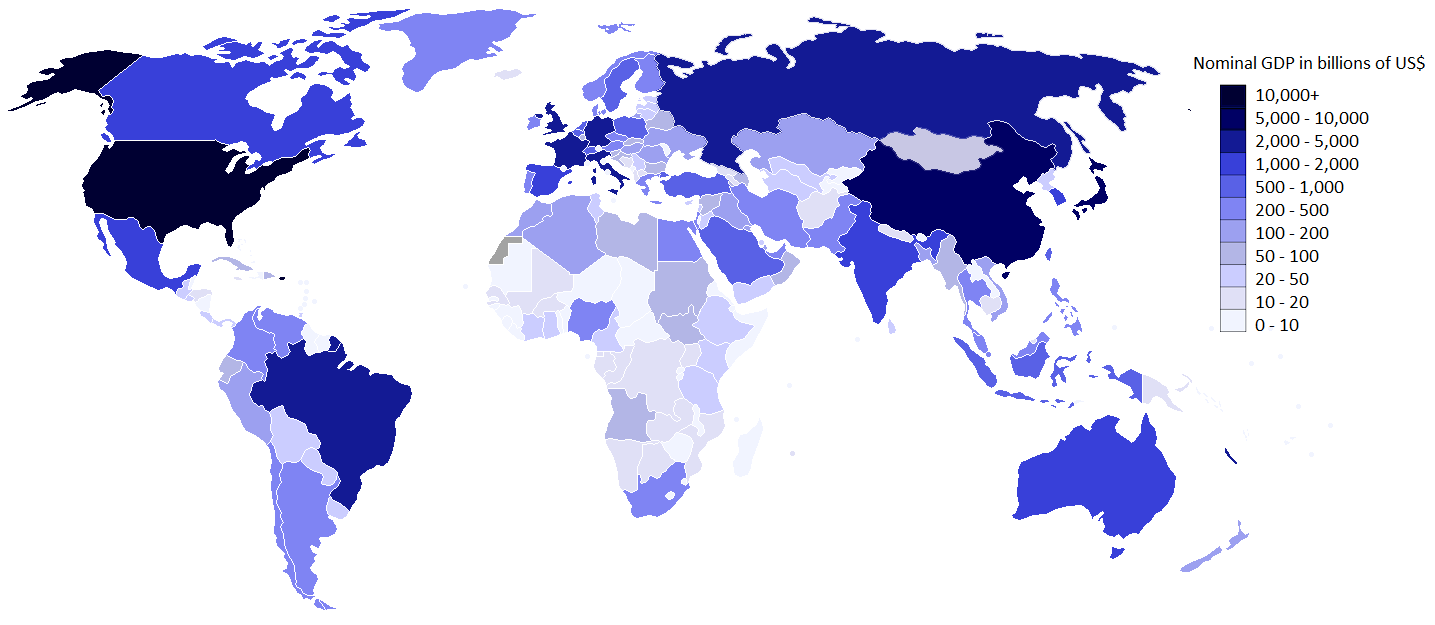
Các quốc gia theo GDP (danh nghĩa) 2012, theo thống kê của CIA Facebook.

Danh sách các quốc gia châu Âu theo GDP danh nghĩa 2012 là bảng thống kê về GDP (danh nghĩa) 2012 của 52 quốc gia và vùng lãnh thổ châu Âu, ngoài các quốc gia độc lập có đầy đủ chủ quyền còn có các vùng lãnh thổ: Jersey, Guernsey, Đảo Man, Quần đảo Faroe, Transnistria, Gibraltar,Nagorno-Karabakh,Åland. Bảng thống kê được trích từ dữ liệu được công bố bởi Quỹ tiền tệ Quốc tế - IMF năm 2009, những quốc gia và vùng lãnh thổ không có dữ liệu được cập nhật từ CIA Facebook và Ngân hàng thế giới - WB.
| STT | Quốc gia                                | GDP danh nghĩa (triệu USD) | Tỉ lệ GDP (danh nghĩa) so với Việt Nam (%) | Tỉ lệ GDP (danh nghĩa) so với Thế giới |
| --- | --------------------------------------- | -------------------------- | ------------------------------------------ | -------------------------------------- |
| 1   | Đức                                     | 3.429.519                  | 2.204,56                                   | 4,75                                   |
| 3   | Vương quốc Liên hiệp Anh và Bắc Ireland | 2.476.665                  | 1.592,05                                   | 3,81                                   |
| 2   | Pháp                                    | 2.613.936                  | 1.680,29                                   | 3,62                                   |
| 4   | Nga                                     | 2.029.813                  | 1.304,80                                   | 2,81                                   |
| 5   | Italy                                   | 2.014.078                  | 1.294,69                                   | 2,79                                   |
| 6   | Tây Ban Nha                             | 1.323.500                  | 850,77                                     | 1,83                                   |
| 7   | Hà Lan                                  | 770.867                    | 495,53                                     | 1,07                                   |
| 8   | Thụy Sĩ                                 | 631.184                    | 405,74                                     | 0,88                                   |
| 9   | Thụy Điển                               | 523.804                    | 336,71                                     | 0,73                                   |
| 10  | Bỉ                                      | 483.904                    | 311,06                                     | 0,67                                   |
| 11  | Ba Lan                                  | 489.795                    | 314,85                                     | 0,68                                   |
| 12  | Áo                                      | 394.868                    | 253,83                                     | 0,55                                   |
| 13  | Đan Mạch                                | 314.889                    | 202,42                                     | 0,44                                   |
| 14  | Hy Lạp                                  | 249.199                    | 160,19                                     | 0,35                                   |
| 15  | Phần Lan                                | 247.646                    | 159,19                                     | 0,34                                   |
| 16  | Bồ Đào Nha                              | 212.446                    | 136,56                                     | 0,29                                   |
| 17  | Ireland                                 | 210.416                    | 135,26                                     | 0,29                                   |
| 18  | Ukraine                                 | 176.235                    | 113,29                                     | 0,24                                   |
| 19  | Séc                                     | 195.657                    | 125,77                                     | 0,27                                   |
| 20  | Romania                                 | 169.394                    | 108,89                                     | 0,24                                   |
| 21  | Hungary                                 | 125.660                    | 80,78                                      |                                        |
| 22  | Slovakia                                | 91.915                     | 59,09                                      |                                        |
| 23  | Belarus                                 | 63.267                     | 40,67                                      |                                        |
| 24  | Luxembourg                              | 57.140                     | 36,73                                      |                                        |
| 25  | Croatia                                 | 56.475                     | 36,30                                      |                                        |
| 26  | Bulgaria                                | 51.020                     | 32,80                                      |                                        |
| 27  | Slovenia                                | 45.427                     | 29,20                                      |                                        |
| 28  | Lithuania                               | 42.136                     | 27,09                                      |                                        |
| 29  | Serbia                                  | 38.539                     | 24,77                                      |                                        |
| 30  | Latvia                                  | 28.380                     | 18,24                                      |                                        |
| 31  | Estonia                                 | 22.399                     | 14,40                                      |                                        |
| 32  | Bosnia và Herzegovina                   | 17.326                     |                                            |                                        |
| 33  | Iceland                                 | 13.654                     |                                            |                                        |
| 34  | Albania                                 | 12.550                     |                                            |                                        |
| 35  | Gibraltar                               | 11.275                     |                                            |                                        |
| 36  | Macedonia                               | 9.630                      |                                            |                                        |
| 37  | Malta                                   | 8.750                      |                                            |                                        |
| 38  | Montenegro                              | 7.257                      |                                            |                                        |
| 39  | Moldova                                 | 7.254                      |                                            |                                        |
| 40  | Kosovo                                  | 6.447                      |                                            |                                        |
| 41  | Liechtenstein                           | 5.827                      |                                            |                                        |
| 42  | Monaco                                  | 5.707                      |                                            |                                        |
| 43  | Jersey                                  | 5.100                      |                                            |                                        |
| 44  | Andorra                                 | 4.800                      |                                            |                                        |
| 45  | Đảo Man                                 | 2.917                      |                                            |                                        |
| 46  | Guernsey                                | 2.742                      |                                            |                                        |
| 47  | San Marino                              | 1.855                      |                                            |                                        |
| 48  | Quần đảo Faroe                          | 1.471                      |                                            |                                        |
| 49  | Vatican                                 | 0.975                      |                                            |                                        |
| 50  | Transnistria                            | 0.335                      |                                            |                                        |
| 51  | Nagorno-Karabakh                        | 0.170                      |                                            |                                        |
| 52  | Åland                                   | 0.050                      |                                            |                                        |